# Тимониченко, Борис Викторович
Борис Викторович Тимониченко (род. 5 ноября 1960, Арыс, Южно-Казахстанская область, Казахская ССР, СССР) — советский и российский деятель органов внутренних дел. Начальник Управления МВД России по Курганской области с 24 сентября 2007 по 31 марта 2011. Генерал-майор милиции (2008).

## Биография
Родился 5 ноября 1960 в городе Арыс Южно-Казахстанской области Казахской ССР. Мать работала оператором на железной дороге.
После окончания школы поступил учиться на помощника машиниста тепловоза, после был призван в армию. С апреля 1979 по май 1982 проходил срочную службу на Черноморском флоте СССР. Закончил службу в звании старшины первой статьи.
В 1986 окончил следственно-криминалистический факультет Свердловского юридического института имени Р. А. Руденко и поступил на службу в уголовный розыск Октябрьского РУВД Свердловска. Служил на должностях от оперуполномоченного до начальника криминальной милиции районного управления.
С 1996 по 2000 — начальник уголовного розыска Управления внутренних дел по городу Екатеринбургу.
С 2000 по май 2003 — начальник криминальной милиции Управления внутренних дел по городу Екатеринбургу.
, первым заместителем начальника ГУВД.
В ноябре 2002 присвоено специальное звание «полковник милиции».
С мая 2003 по 2007 — начальник Управления внутренних дел по городу Екатеринбургу.
С 24 сентября 2007 по 31 марта 2011 — начальник Управления МВД России по Курганской области.
Указом Президента Российской Федерации в ноябре 2008 присвоено специальное звание «генерал-майор милиции».
С 2011 — заместитель генерального директора по экономической безопасности и внутреннему контролю ОАО «Свердловскавтодор», председатель Общественного Совета Управления МВД России по городу Екатеринбургу.
С 2013 — заместитель директора — начальник управления по безопасности и режиму в теплоснабжающей компании ОАО «ТГК-9» (впоследствии — Свердловский филиал ПАО «Т Плюс», входящий в холдинг ГК «Ренова» Виктора Вексельберга).

## Покушение
19 февраля 2016, около 7 часов утра, в Тимониченко выстрелили на площадке возле лифта в доме, где он проживал, на улице Родонитовой, 22. Оружием выступил пистолет с глушителем. Преступник пришёл в бахилах, из пистолета с глушителем успел сделать несколько выстрелов, один из них в голову, а затем скрылся. Пуля попала в глаз, пробила так называемый внутренний нос, повредила шею и вышла над ключицей. Мозг задет не был. Тимониченко привезли в ГКБ № 24 в сознании. По обвинению в попытке убийства арестовали Олега Дудко и его знакомого Игоря Казакова. Казаков, возивший Дудко на автомобиле, заключил сделку со следствием, его дело первым направили в суд. 25 мая 2017 Казаков приговорён к 4,5 годам колонии строгого режима. Помимо Дудко и Казакова задерживался также житель Екатеринбурга Алексей Иванов, владелец машины Skoda Roomster, на которой нападавшие приехали к дому Тимониченко. Иванов продал свою машину, но не переоформил её на нового владельца. Следствие также ходатайствовало о его аресте, однако суд отпустил Иванова без предъявления обвинения. В покушении на убийство виновным был признан бывший подчиненный Тимониченко, Олег Валерьевич Дудко, руководивший Орджоникидзевским РУВД Екатеринбурга с 1999 по 2001. 10 октября 2017 Дудко назначено наказание в виде 13 лет лишения свободы в колонии строгого режима. По гражданскому иску Дудко должен будет выплатить Тимониченко 500 тысяч рублей в качестве возмещения морального вреда и 843 тысячи — бизнесмену Роману Шпейту (у него Дудко поджег внедорожник Toyota Land Cruiser 200) в качестве возмещения материального вреда. Через несколько дней Дудко и его защита начали процедуру обжалования приговора. Сам экс-начальник РОВД не признает себя виновным, утверждая, что на момент покушения на Тимониченко у него было алиби. Суммарно Дудко и его защитники подали 18 протестов и дополнений к ним.

## Семья
Женат, есть дочь.

## Награды
Государственные
- Медаль ордена «За заслуги перед Отечеством» II степени (1997)
- Медаль «За отличие в охране общественного порядка» (2003)
- Медаль «60 лет Победы в Великой Отечественной войне 1941—1945 гг.»
- Медаль «65 лет Победы в Великой Отечественной войне 1941—1945 гг.» — за активную работу с ветеранами, участие в патриотическом воспитании граждан и большой вклад в подготовку и проведение юбилея Победы[13]
- Медаль «За заслуги в проведении Всероссийской переписи населения»

Ведомственные
- Медаль «За безупречную службу» III степени
- Нагрудный знак «Лучший сотрудник криминальной милиции»
- Медаль «За отличие в службе» I и II степеней (МВД России)

## Семья
Женат, имеет дочь.